# محمد امین غامدی
محمد امین غامدی (عربی: محمد أمين حیدر الغامدي؛ زادهٔ ۲۹ آوریل ۱۹۸۰) بازیکن فوتبال اهل عربستان سعودی است. وی در تیم ملی فوتبال عربستان سعودی بازی کرده‌است.